# Station spatiale

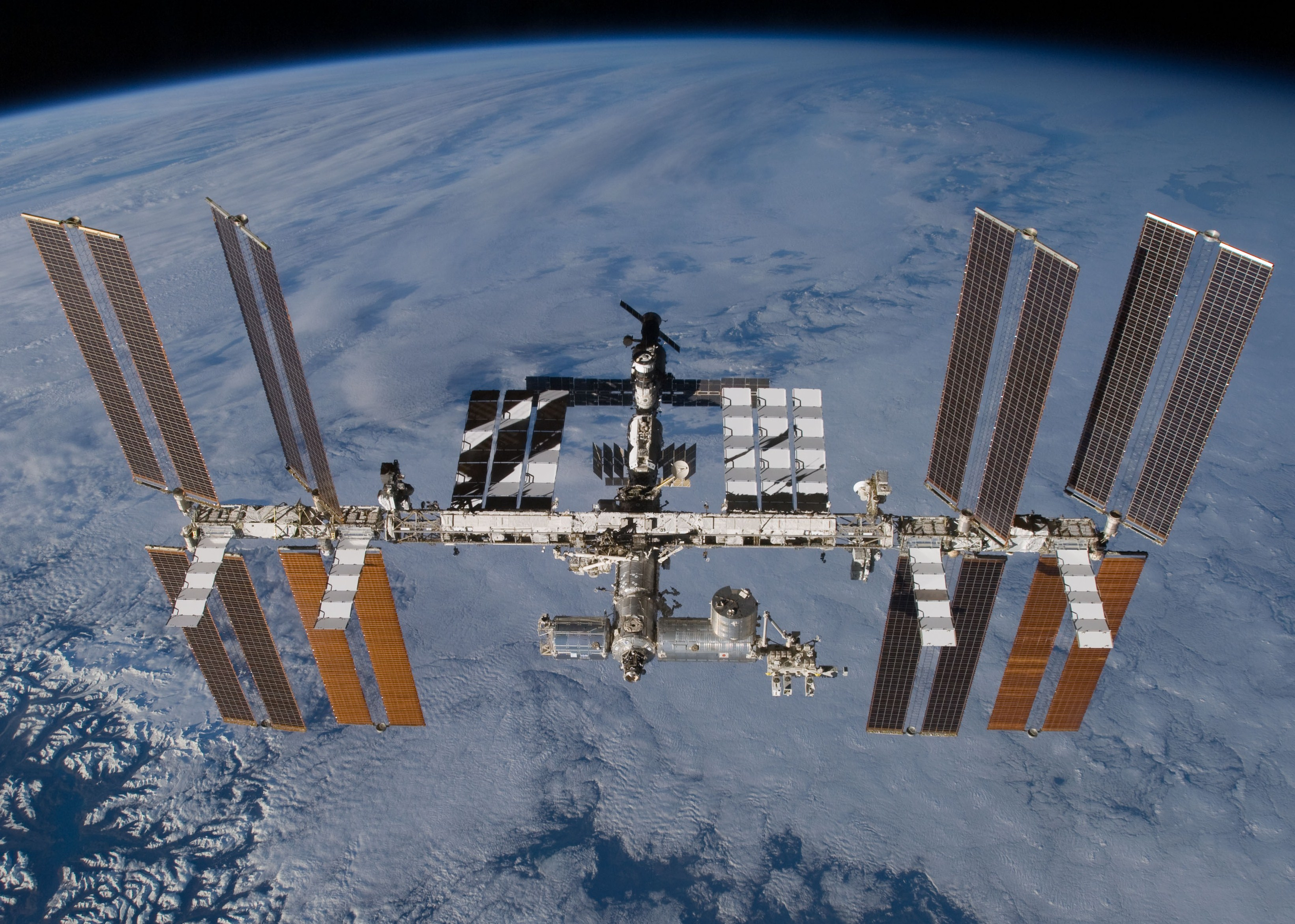
Extérieur de la Station spatiale internationale en novembre 2009.

Une station spatiale ou station orbitale, est une installation en orbite habitée par un équipage humain pendant une période prolongée, ne disposant pas de moyens de propulsion autonomes ou ne disposant que de moyens de propulsion réduits. Jusqu'à présent, seules des stations spatiales destinées à être en orbite terrestre basse ont été construites.
Les stations spatiales sont conçues pour rester en orbite de quelques semaines à plusieurs années. Les seules stations actuellement en activité sont la Station spatiale internationale et la Station spatiale chinoise en voie d'achèvement. Les stations précédentes étaient celles des programmes soviétiques Almaz, Saliout et Mir, la station spatiale américaine Skylab ainsi que les stations chinoises Tiangong 1 et Tiangong 2. À l'avenir, plusieurs stations devraient voir le jour telle la Lunar Orbital Platform-Gateway américaine ou encore une hypothétique station spatiale indienne.

## Terminologie
Une station orbitale est un engin spatial envoyé en orbite dans le but d'héberger dans la durée des équipages accomplissant des missions variées,. Si le terme « station spatiale » a été utilisé par le passé pour désigner non seulement les installations en orbite mais aussi celles à la surface d'un astre, son sens s'est depuis restreint pour devenir synonyme de « station orbitale » seulement,. Les installations spatiales à la surface d'un astre sont maintenant désignée par le terme « base spatiale ».

## Particularités
Les stations spatiales se distinguent des autres engins spatiaux, comme la navette spatiale, par le fait qu'elles peuvent rester en orbite de nombreuses années. Elles sont également incapables de retourner sur Terre et ont une capacité de changement de trajectoire qui se limite à éviter des débris spatiaux.
Alors que les satellites artificiels sont mis sur orbite en une seule fois, les stations spatiales, en raison de leur taille importante, sont généralement divisées en modules. Ces derniers sont mis sur orbite un par un et assemblés dans l'espace.

## Utilités
Les premières stations spatiales (MOL, américaine, qui restera à l'état de maquette et Almaz) ont été étudiées pour des missions d'espionnage. La dernière station à usage militaire était Saliout 5 du programme Almaz (1976-1977).
Les stations spatiales sont actuellement principalement utilisées pour effectuer des expériences en impesanteur, comme :
- l'étude des effets de l'impesanteur sur les êtres vivants
- la validation de certains équipements destinés à effectuer des voyages spatiaux
- la mise en place d'expériences de physique fondamentale
- la fabrication de matériaux composites

De Soyouz 11 à Saliout 1, tous les records de durée en impesanteur ont été réalisés à bord de stations spatiales. Le record de durée en continu pour une même mission est de 437,7 jours détenu par Valeri Poliakov à bord de la station Mir de 1994 à 1995. Jusqu'en 2009, trois astronautes avaient bouclé des missions de plus d'une année, tous à bord de Mir.

## Historique

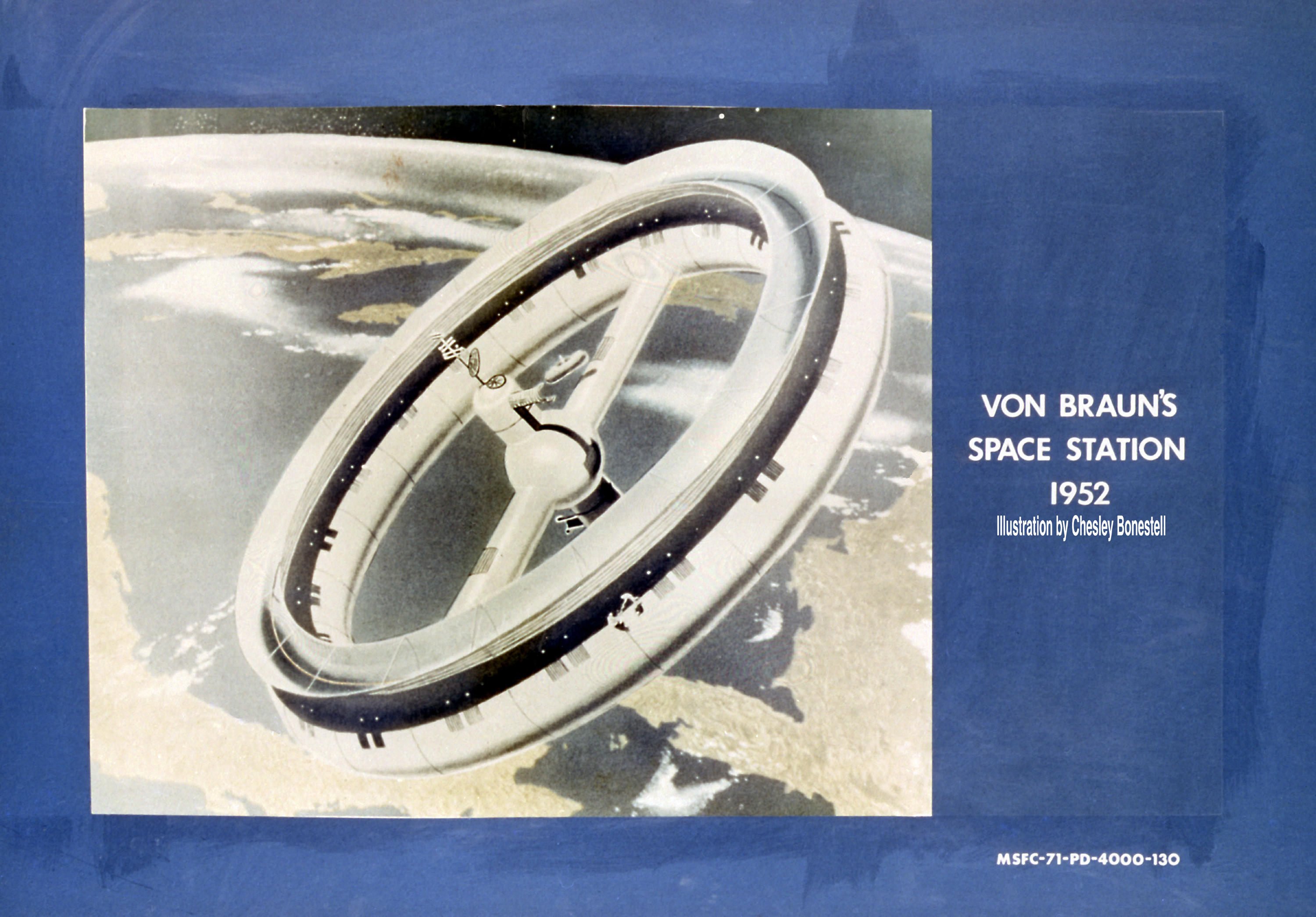
Concept de station spatiale Von Braun 1952

Les stations spatiales ont été envisagées au moins depuis 1869 lorsqu'Everett Hale écrivit un article à propos de « navires lunaires » dans le mensuel Atlantic.
Plus tard, Constantin Tsiolkovski et Hermann Oberth envisagèrent eux aussi des stations spatiales.
En 1929, Hermann Noordung publie The Problem of Space Travel. Ce texte resta populaire pendant près de 30 ans.
En 1951, dans le Collier's Weekly, Wernher von Braun publie ses croquis d'une station spatiale en forme de roue.

## Types
Il existe deux types de station spatiale : les stations monolithiques et les stations modulaires.

### Stations monolithiques

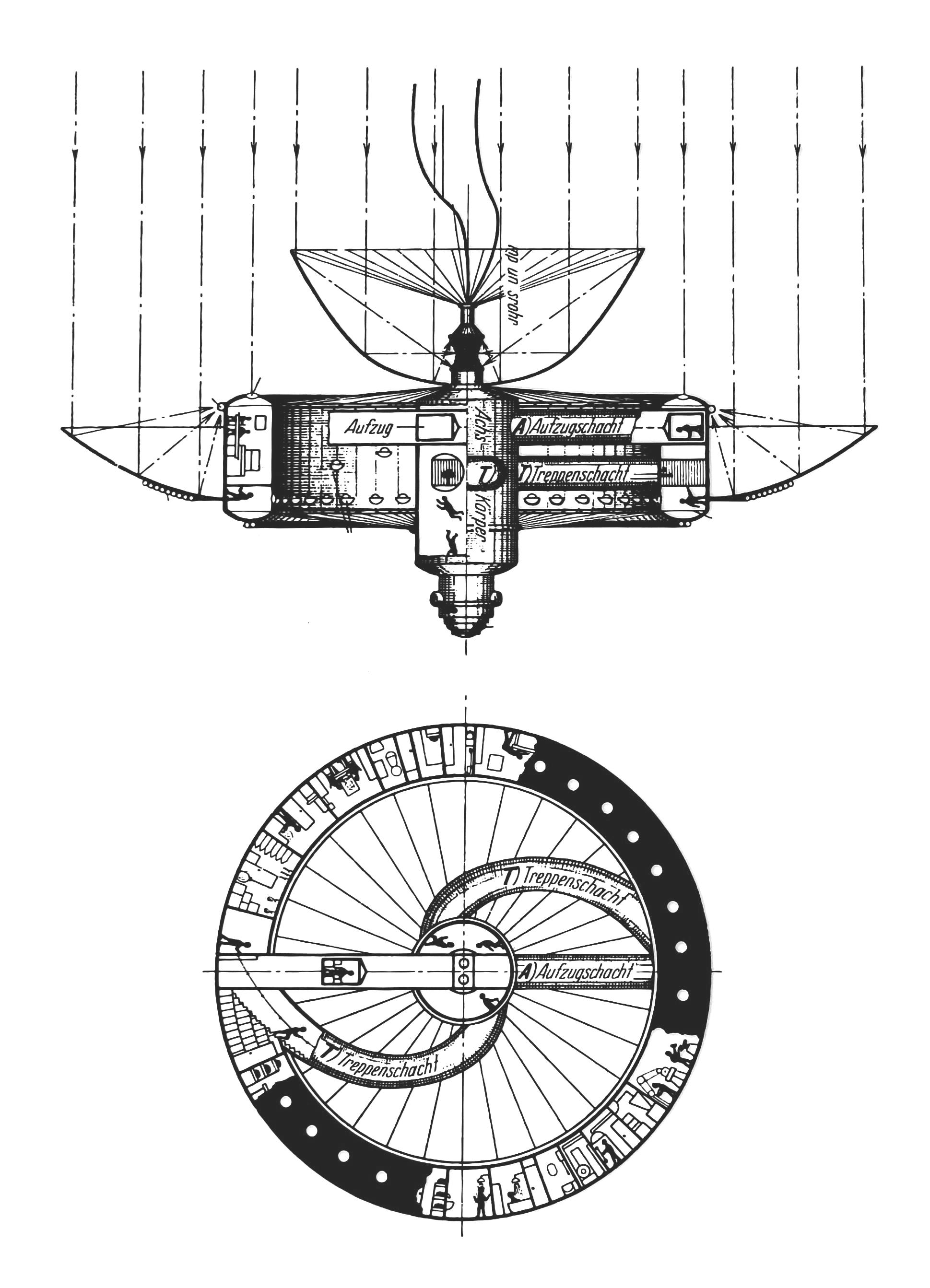
Description d'une station spatiale dans The Problem of Space Travel (1929) d'Hermann Noordung.
(Légende: Aufzugschacht: Ascenseur arbre. K: câble électrique à un observatoire extérieur. Kondensatorrohre: tubes du condenseur. S: sas. Treppenschacht: escalier. Verdampfungsrohr: tuyaux de la chaudière).

Les stations des programmes Saliout (1971-1991) et Skylab (1973-1979) ont été « monolithiques », c'est-à-dire destinées à être construites et lancées en une seule pièce, leur équipage les rejoignant plus tard. Ces stations contiennent généralement tous leurs approvisionnements et équipements expérimentaux lors de leur lancement. Lorsque les expériences et l'approvisionnement arrivaient à leur terme, elles étaient considérées comme ayant rempli leur mission et étaient abandonnées.
À partir de Saliout 6 et Saliout 7, on ajouta deux terminaux d'amarrage afin de permettre la visite d'un second équipage amenant avec lui un nouveau véhicule spatial (pour des raisons techniques, les véhicules spatiaux Soyouz ne pouvaient rester plus de quelques mois en orbite en sécurité, même en étant mis hors tension[réf. nécessaire]). L'ajout des terminaux permit à un équipage d'utiliser la station en permanence. Skylab fut également équipé de deux terminaux d'arrimage, comme toutes les stations de deuxième génération, mais l'un d'eux ne fut jamais utilisé. La présence d'un second terminal sur les nouvelles stations permit au véhicule spatial de ravitaillement Progress de s'arrimer à la station pour apporter du ravitaillement nécessaire aux missions de longue durée. Avec TKS, ce concept fut étendu brièvement à Saliout 7 avant d'être abandonné. Le test servit à prouver la faisabilité des stations modulaires. Les stations Saliout suivantes furent une transition entre les stations monolithiques et les stations modulaires.

### Stations modulaires
Le second type, Mir (1986-2001), la Station spatiale internationale (1998-) et la Station spatiale chinoise (2021-) sont les stations modulaires : une unité centrale est d'abord lancée et des modules additionnels, généralement avec un rôle spécifique, lui sont ajoutés plus tard (sur Mir, ils étaient généralement lancés indépendamment alors que pour l'ISS, ils étaient, en majorité, apportés par la navette spatiale). Cette méthode permet une plus grande flexibilité en opérations, ainsi que de se passer d'un lanceur à usage unique très puissant. Ces stations sont également conçues dès le départ pour un approvisionnement extérieur fourni par la logistique, ce qui permet d'allonger leur durée de vie au prix d'un lancement de ravitaillement régulier.

## Fiabilité
Ces stations ont quelques problèmes qui limitent leur fiabilité à long terme, tels que le taux de recyclage (de l'air et de l'eau)[Quoi ?] très bas, un niveau élevé de radiations.... Certains de ces problèmes peuvent causer inconfort et problèmes de santé à long terme.
Les futurs habitats spatiaux devront résoudre ces problèmes pour pouvoir être occupés à long terme.
Certains projets peuvent même accueillir un très grand nombre de personnes, essentiellement des « villes spatiales », où les gens pourront construire leur propre maison. Aucun de ces projets n'a encore vu le jour, car actuellement le coût de fabrication et de mise en service d'une station même petite n'est finançable que par les États, lesquels n'ont à ce jour aucun intérêt géostratégique à créer de telles stations résidentielles.
Un moyen de diminuer ce coût, serait de construire un grand nombre de fusées (économie d'échelle), d'employer des fusées réutilisables, d'utiliser les ressources in-situ ou encore, d'utiliser un ascenseur spatial.

## Structure
Une station spatiale est un système complexe avec beaucoup de sous-systèmes interdépendants :
1. Structure
2. Générateur électrique
3. Contrôle thermique
4. Détermination et contrôle de l'attitude
5. Propulsion et navigation orbitales
6. Automation et robotique
7. Ordinateurs et communications
8. Supports environnementaux et de survie
9. Installations pour l'équipage
10. Transports des équipages et du fret

## Stations passées, présentes et futures
(les dates se réfèrent aux périodes pendant lesquelles elles étaient habitées)

Comparaison des tailles des stations spatiales.

- Stations spatiales Saliout (URSS, 1971-1986)
  - Saliout 1 (1971, 1 équipage et un amarrage raté)
  - DOS-2 (1972, échec du lancement)
  - Saliout 2/Almaz (1973, panne 2 jours après le lancement)
  - Cosmos 557 (1973, brûle lors de sa ré-entrée 11 jours après le lancement)
  - Saliout 3/Almaz (1974, 1 équipage et un amarrage raté)
  - Saliout 4 (1975, 2 équipages et un autre planifié n'acheva pas sa mise en orbite)
  - Saliout 5/Almaz (1976–1977, 2 équipages et un amarrage raté)
  - Saliout 6 (1977–1981, 16 équipages (5 de longue durée, 11 de courte durée) et un amarrage raté)
  - Saliout 7 (1982–1986, 10 équipages (6 de longue durée, 4 de courte durée) et un amarrage raté)
- Skylab (États-Unis, 1973–1974, 3 équipages)
- Mir (URSS/Russie, 1986–2000, 28 équipages de longue durée)

ISS : Station Spatiale Internationale.

- Station spatiale internationale (ISS) (NASA, Agence spatiale européenne, JAXA, Roscosmos et Canadian Space Agency, 2000-présent, 67 équipages de longue durée à cette date (Mai 2020))
- Genesis, (Bigelow Aerospace, 2006-)
  - Genesis 1 (Privé, 2006-, expérimental, jamais occupé)
  - Genesis II (Privé, 2007-, expérimental, jamais occupé)
- Tiangong (Chine, 2011-)
  - Tiangong 1 (2011-2016, 2 équipages)
  - Tiangong 2 (2016-2019, 1 équipage)
  - Tiangong 3 (annulé)
- Station spatiale chinoise (SSC) 
  - Tianhe (premier module, lancé le 29 avril 2021)
  - Wentian (second module, lancé le 24 juillet 2022)
  - Mengtian (troisième module, lancé le 31 octobre 2022)
- Lunar Orbital Platform-Gateway, (en développement; NASA, Agence spatiale européenne, JAXA, Roscosmos et Canadian Space Agency : Projet de station en orbite cislunaire en vue d'une exploration de la Lune. Cette station devrait être assemblée en 2026, et serait habitée partiellement.)

Après le désorbitage de Mir en 2001, l'ISS était la seule de ces stations encore en orbite. Elle est continuellement occupée depuis le 30 octobre 2000. Tiangong 1 et Tiangong 2 l'ont rejointe le 29 septembre 2011 et le 15 septembre 2016, respectivement.

### Statistiques des stations spatiales habitées
| Station spatiale | Image | Lancement                      | Ré-entrée                    | Jours de fonctionnement | Jours de fonctionnement | Total équipage et visiteurs | Visites | Visites     | Masse (kg)    |
| Station spatiale | Image | Lancement                      | Ré-entrée                    | En orbite               | Occupée                 | Total équipage et visiteurs | Habitée | Non habitée | Masse (kg)    |
| ---------------- | ----- | ------------------------------ | ---------------------------- | ----------------------- | ----------------------- | --------------------------- | ------- | ----------- | ------------- |
| Saliout 1        |       | 19 avril 1971 01:40:00 UTC     | 11 octobre 1971              | 175                     | 24                      | 3                           | 2       | 0           | 18 425        |
| Skylab           |       | 14 mai 1973 17:30:00 UTC       | 11 juillet 1979 16:37:00 UTC | 2 249                   | 171                     | 9                           | 3       | 0           | 77 088        |
| Saliout 3        |       | 25 juin 1974 22:38:00 UTC      | 24 janvier 1975              | 213                     | 15                      | 2                           | 1       | 0           | 18 000-19 000 |
| Saliout 4        |       | 26 décembre 1974 04:15:00 UTC  | 3 février 1977               | 770                     | 92                      | 4                           | 2       | 1           | 18 500        |
| Saliout 5        |       | 22 juin 1976 18:04:00 UTC      | 8 août 1977                  | 412                     | 67                      | 4                           | 2       | 0           | 18 000-19 000 |
| Saliout 6        |       | 29 septembre 1977 06:50:00 UTC | 29 juillet 1982              | 1 764                   | 683                     | 33                          | 16      | 14          | 19 000        |
| Saliout 7        |       | 19 avril 1982 19:45:00 UTC     | 7 février 1991               | 3 216                   | 816                     | 26                          | 12      | 15          | 19 000        |
| Mir              |       | 19 février 1986 21:28:23 UTC   | 23 mars 2001 05:50:00 UTC    | 5 511                   | 4 594                   | 137                         | 39      | 68          | 124 340       |
| ISS              |       | 20 novembre 1998               | en orbite                    | 9 611                   | 8 900                   | 295                         | 57      | 44          | 344 378       |
| Tiangong 1       |       | 29 septembre 2011 13:16:03 UTC | 2 avril 2018                 | 2 377                   | 27                      | 6                           | 2       | 1           | 8 506         |
| Tiangong 2       |       | 15 septembre 2016              | 19 juillet 2019              | 3 102                   | 30                      | 2                           | 1       | 0           | 8 500         |

- Statistiques ISS : état au 21 juillet 2010

### Stations spatiales non-habitées ou ayant échoué
| Station spatiale | Image | Lancement                                                | Ré-entrée       | Jours en orbite | Masse (kg) |
| ---------------- | ----- | -------------------------------------------------------- | --------------- | --------------- | ---------- |
| DOS-2            |       | 29 juillet 1972 Échec de l'insertion en orbite terrestre | 29 juillet 1972 | 0               | 18 425     |
| Saliout 2        |       | 4 avril 1973                                             | 28 mai 1973     | 54              | 18 500     |
| Cosmos 557       |       | 11 mai 1973                                              | 22 mai 1973     | 11              | 19 400     |
| Genesis I        |       | 12 juillet 2006                                          | en orbite       | 6 820           | 1 360      |
| Genesis II       |       | 28 juin 2007                                             | en orbite       | 6 469           | 1 360      |

## Autres stations spatiales
- Mir-2, projet annulé